# Ellington (Cambridgeshire)
Ellington è un villaggio e parrocchia civile dell'Inghilterra, appartenente alla contea del Cambridgeshire.